# L'île du Sud
L'île du Sud (Južni otok, l'île Boisées) je otok koji se nalazi u arhipelagu St. Brandon. To je jedan od tri otoka (ostali su Île Raphael i L'Île Coco ) koje Raphael Fishing Company koristi kao baza operacija za ribolov, prema ugovoru iz 1901. s vladom od Mauricijusa.

## Brodolomi
Dana 1. veljače 2015., ribarski brod Kha Yang s 250,000 L (55.000 imp djevojka; 66.000 NAS gal) goriva u svojim spremnicima, nasukao se na greben kod L'île du Sud. Dvadeset članova posade spašeno je ubrzo nakon što se prizemljio, a operacija spašavanja ispumpala je gorivo iz njegovih spremnika nekoliko tjedana kasnije.
Dana 5. prosinca 2022., tajvanski ribarski brod, 41 FV YU FENG 67, nasukao se u blizini L'île du Sud. Posadu od 20 članova kasnije su spasili lokalni komercijalni ribarski brodovi Raphael Fishing Company, u nazočnosti Nacionalne obalne straže. Plovilo je danas olupina, a više od 20 tona dizela prolilo se u krhku lagunu što je utjecalo na život koralja i povezanu floru i faunu.

## Vanjske poveznice
|  | Zajednički poslužitelj ima još gradiva o temi L'île du Sud |

- Australian Bureau of Meteorology - Understanding tropical cyclone categories

Regionalni specijalizirani meteorološki centri
- India Meteorological Department – Bengalski zaljev i Arapsko more
- Météo-France – La Reunion – South Indian Ocean from 30°E to 90°E

Centri za upozoravanje na tropske ciklone
- Australian Bureau of Meteorology  Arhivirana inačica izvorne stranice od 23. srpnja 2008. (Wayback Machine). – Južni Indijski ocean i Južni Tihi ocean od 90°E do 160°E, južno od 10°S